# Religieuses hospitalières Saint-Gervais
L'Hôpital des religieuses de  Saint-Gervais ou des religieuses Sainte-Anastase était un établissement d’hébergement temporaire pour les pauvres (asile de nuit) situé à proximité de l’église Saint-Gervais, de l’autre côté de la place Baudoyer, transféré en 1656 dans l’hôtel d’O rue Vieille-du-Temple à l’emplacement de l’actuel espace d’animation des Blancs-Manteaux.

## Historique
L’hôpital Saint-Gervais fondé en 1171 par le maçon Garin et son fils Harcher, curé de l’église Saint-Jacques-de-la-Boucherie, était implanté place de Baudoyer à la pointe de l’ancienne rue de la Tissanderie en face de l’église Saint-Gervais actuellement  à l’angle de la Mairie annexe, 4 place Baudoyer, et de la rue François-Miron.
Les religieuses hospitalières de Saint-Gervais prennent vers 1300 l’administration de cet hôpital qui comportait une chapelle dédiée à Sainte-Anastase. Cet établissement était un asile d’hébergement des pauvres pour durée maximum de trois nuits. Les religieuses disposaient d’une partie du cimetière paroissial Saint-Gervais.

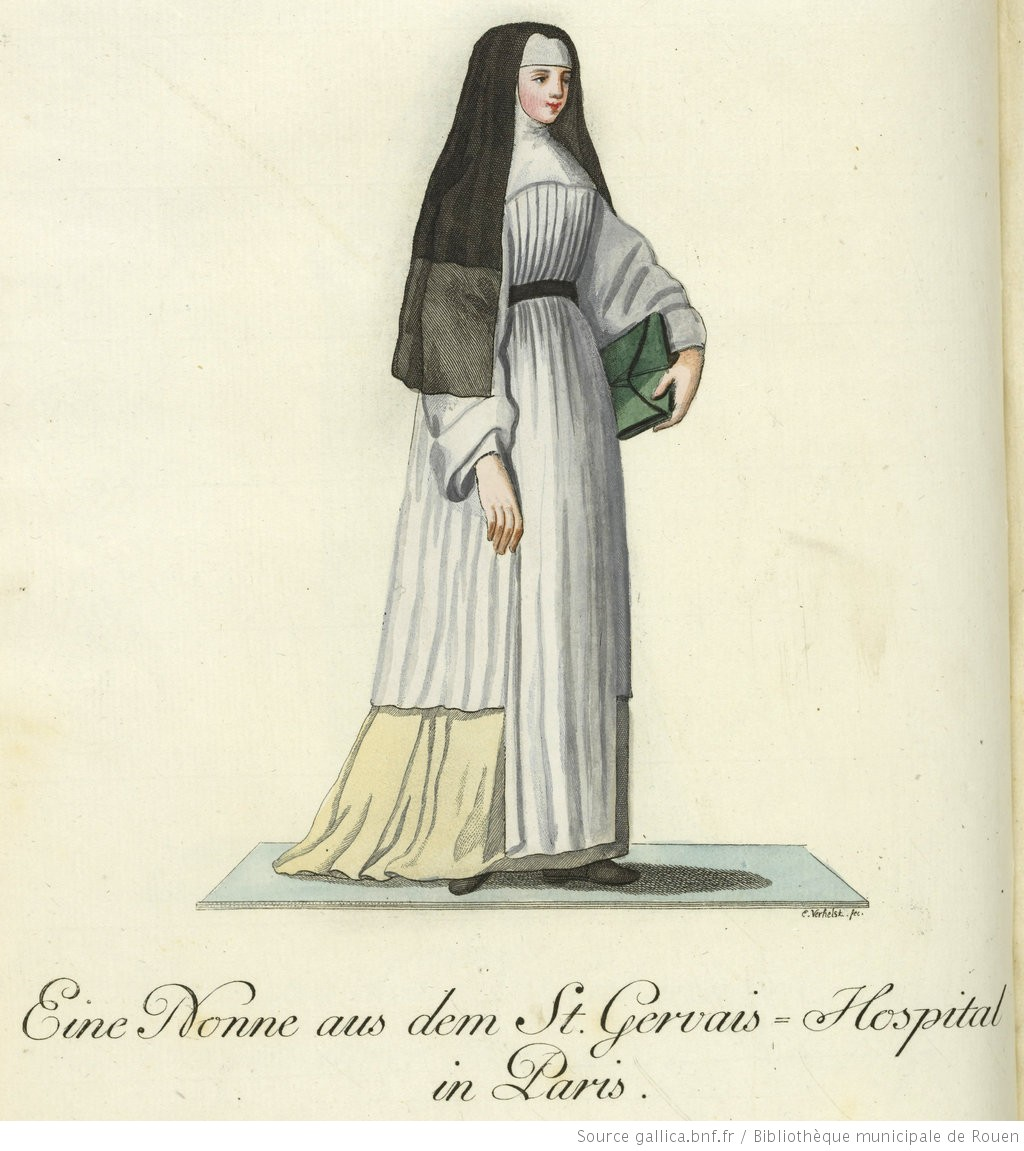
Religieuse de l'hôpital Saint-Gervais
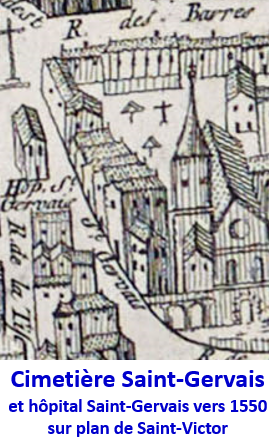
Hôpital Saint-Gervais sur plan de Saint-Victor vers 1550 sur plan de Saint-Victor
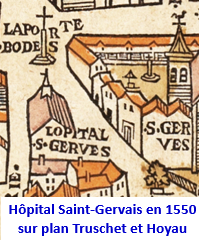
Hôpital St-Gervais en 1550 sur plan Truschet et Hoyau

Les religieuses étaient propriétaires de terres exploitées comme jardins maraichers, les « coutures Saint-Gervais », de part et d’autre  d’un égout, à l’emplacement de l’actuelle rue de Turenne. Dans les années 1620, les templiers ayant loti les terres agricoles de leur domaine, la « couture du Temple », à la suite du projet abandonné de place de France, les religieuses décident à la même époque de participer à ce mouvement d’urbanisation en valorisant leur propriété à proximité.
Les fonds tirés de la vente des parcelles loties, particulièrement de celle où est édifié l'hôtel Salé, leur permettent d’acquérir en 1656 l’hôtel d’O plus vaste et plus confortable et d’y  transférer leur établissement.
Cet  hôtel était à l’emplacement de l’ancien hôtel Tancarville qui faisait partie du domaine royal, à l’angle de la rue des Rosiers, de la rue Vieille-du-Temple et de l’enceinte de Philippe-Auguste. L’hôtel de Tancarville est vendu par François 1er en 1543 et son terrain est loti. En 1574, Louis Adjacet comte de Châteauvillain  fait construire sur la plus grande parcelle du lotissement une demeure luxueuse  qu’il vend  en 1588 à François d’O ministre de Henri IV.
D’après les plans de Paris du XVIIIe siècle, les religieuses semblent avoir conservé leur ancien hôpital de la place Baudoyer après ce transfert et la flèche de la chapelle Sainte-Anastase est représentée sur le plan Turgot de 1739.
Les traces de l’ancienne chapelle disparaissent au début du XIXe siècle. Le site est ensuite bouleversé par les travaux des années 1850 qui font disparaître la rue de la Tissanderie.

## Suppression du couvent
La communauté est supprimée en 1795. A l’emplacement de l’ancien hôpital, le marché des Blancs-Manteaux est construit de 1813 à 1819 avec une boucherie annexe sur le jardin de l’ancien hôtel d’O et trois rues sont ouvertes dont la rue des Hospitalières-Saint-Gervais qui conserve la mémoire de l'ancienne communauté religieuse.
Une école communale est ouverte en 1847 de part et d’autre de la boucherie.